# Basílica de São Jacinto (Chicago)
A Basílica de São Jacinto (em inglês: Basilica of Saint Hyacinth; polonês/polaco: Bazylika Świętego Jacka) é uma basílica menor católica, localizada na cidade de Chicago, nos Estados Unidos. A igreja é dedicada a São Jacinto de Cracóvia.